# Хвостов, Павел Никитович
Павел Никитович Хвостов (1906—1977) — полковник Советской Армии, участник Великой Отечественной войны, Герой Советского Союза (1943).

## Биография
Павел Хвостов родился 18 декабря 1906 года в селе Каменка (ныне — Задонский район Липецкой области). Родители - не богатые крестьяне, русские.В 12 лет у Павла умер отец,  Окончил сельскую начальную школу и сразу стал работать в местном колхозе что бы прокормить себя и мать, параллельно учился в вечерней семилетней школе. В 1928 году Хвостов был призван на службу в Рабоче-крестьянскую Красную Армию. В 1932 году он окончил Московское военно-инженерное училище. После окончания командовал учебным взводом, затем отдельным сапёрным батальоном. За подготовку личного состава получил орден "Знак Почёта". 
В 1938 году получил должность начальника отдела инженерных войск Приволжского военного округа. Там же познакомился с будущей женой - Зоей Кондратьевной. В этом же году назначен военным советником в Китай, принимал участие в консультировании Китайских воск в войне против Японии. За эту службу получил две награды - орден Облака и орден Знамени Китая пятой степени, вручение орденов проводил лично Чан Кайши.  В Китае Павел Хвостов служил до марта 1941 года.
С начала Великой Отечественной войны — на её фронтах. Войну встретил у западной границы СССР, в городе Проскурове, Хмельницкая область. Семья была отправлена в эвакуацию в Поволжье, к этому моменту у Павла Никитовича родилось двое детей ( сын Евгений и дочь Галина ). С первых же дней принимал участие в оборонительных боях под Киевом.  Под Сталинградом сражался в составе 5-й ударной танковой армии. В декабре 1942 получил звание полковника. В декабре 1942 при форсировании рек Северный Донец, Уда и Днепр обеспечил инженерную разведку и обезвреживание сотен минных ловушек.
К сентябрю 1943 года полковник Павел Хвостов был заместителем командующего и одновременно начальником инженерных войск 57-й армии Юго-Западного фронта. Отличился во время форсирования Северского Донца, Уды и Днепра. Под его непосредственным руководством в кратчайшие сроки организовывались переправы для частей армии, а в районе Верхнеднепровска был построен мост через Днепр. Участвовал в Курской и Сталинградской битвах, принимал участие в оборонительных боях на Западном фронте, потом на Юго Западном.

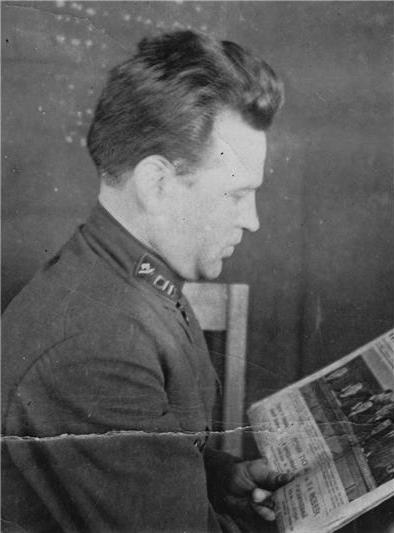

## Описание подвига
Последний бой для Павла Хвостова произошёл именно у переправы Верхнеднепровска. 21 октября 1943 года ему поступило поручение построить мост через Днепру села Шульговка Днепропетровской области. Длина моста составляла 700 метров, монтаж производился при артиллерийском и авиационном обстреле и бомбёжке врага. Мост был сдан в срок, по нему на западный берег стала продвигаться советская боевая техника.
Гитлеровские войска сумели вывести мост из строя путём новых обстрелов. Павел Хвостов под сильным обстрелом руководил ремонтом переправы и справился с задачей. После этого артиллерийский обстрел повторился и один из снарядов попал в группу советских офицеров, в которой находился Хвостов Павел Никитович. Он получил тяжелейшие ранения головы и живота. В течение недели в медсанбате шла борьба за жизнь. Впоследствии, при стабилизации состояния, его отправили в самолётом в Харьков, затем в Москву.
Указом Президиума Верховного Совета СССР от 20 декабря 1943 года полковник Павел Хвостов был удостоен высокого звания Героя Советского Союза с вручением ордена Ленина и медали «Золотая Звезда».
Сохранилось письмо фронтового товарища Павла Никитовича - Бориса Дмитриевича Бахарева, написанное в июне 1965, в нём есть описание произошедшего боя и ранения. Именно оно позволило исторически точнее восстановить произошедшее событие.
«… Товарищ полковник, я хорошо помню, как вы под ураганным огнем артиллерии немцев руководили восстановлением паромной переправы. Один из вражеских снарядов попал в группу офицеров, в которой находились вы, товарищ полковник. Меня отбросило взрывной волной в траншею, когда рассеялся пороховой дым, то я стал искать вас и нашел примерно в 10 метрах. Вы лежали лицом вниз без сознания, я перевернул вас – лицо, глаза, грудь и живот истекали кровью… Вы были тяжело ранены и я доставил вас в медсанбат. На операционном столе в бреду вы произносили слова команды. В это время в палату вошел командующий армией генерал-лейтенант Николай Александрович Гаген и сказал: «Вот боевой полковник, даже на операционном столе отдает боевые распоряжения. Такой долго будет жить, молодец, Хвостов!»
Из воспоминаний внука о Хвостове Павле Никитовиче - Владимира Горяйнова, начальника штаба Уральского округа Росгвардии РФ.
«,,, Дед был храбр и решителен не только на фронте, но и в жизни. Представьте себе, в 36 лет стать инвалидом, полностью слепым и не сломаться, не озлобиться – это тоже подвиг, достойный уважения и восхищения! У него часто болела голова, давал знать о себе и осколок, который после ранения остался в печени. Но дед терпел, стойко переносил порой адскую физическую боль и не отчаивался. Ежедневно после обеда просил супругу почитать ему газеты. Каждый вечер в 21.00 слушал программу «Время». И вокруг себя всегда собирал людей. Помню, как к нему пришли дети. Мальчишки и девчонки, раскрыв рты, слушали о войне... Благодаря его поколению победителей мы живем под мирным небом. И обязаны помнить, какой ценой завоеван мир. Теперь наше время его беречь»

## После окончания службы

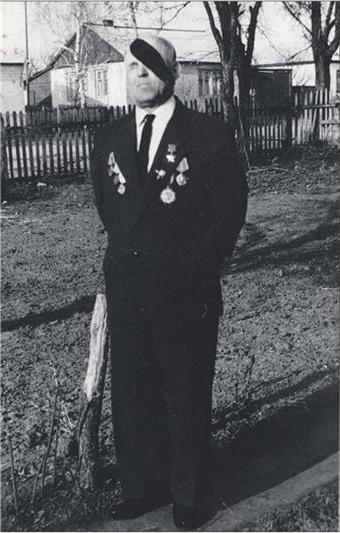

В 1947 году Хвостов был уволен в запас. Проживал и работал в Задонске. Скончался 31 июля 1977 года, похоронен в селе Тюнино Задонского района.
В Задонске ему был от государства подарен дом, включая двойной участок земли по адресу Задонск, улица Максима Горького, дом 15..
Был также награждён орденами Красной Звезды и «Знак Почёта», рядом медалей.
В городе Задонске в честь Павла Хвостова названа улица, поставлена стела с его барельефом в аллее героев Советского Союза. На его могиле на кладбище рядом с Задонском, стоит обелиск из красного гранита с бюстом наверху.

## Фотографии

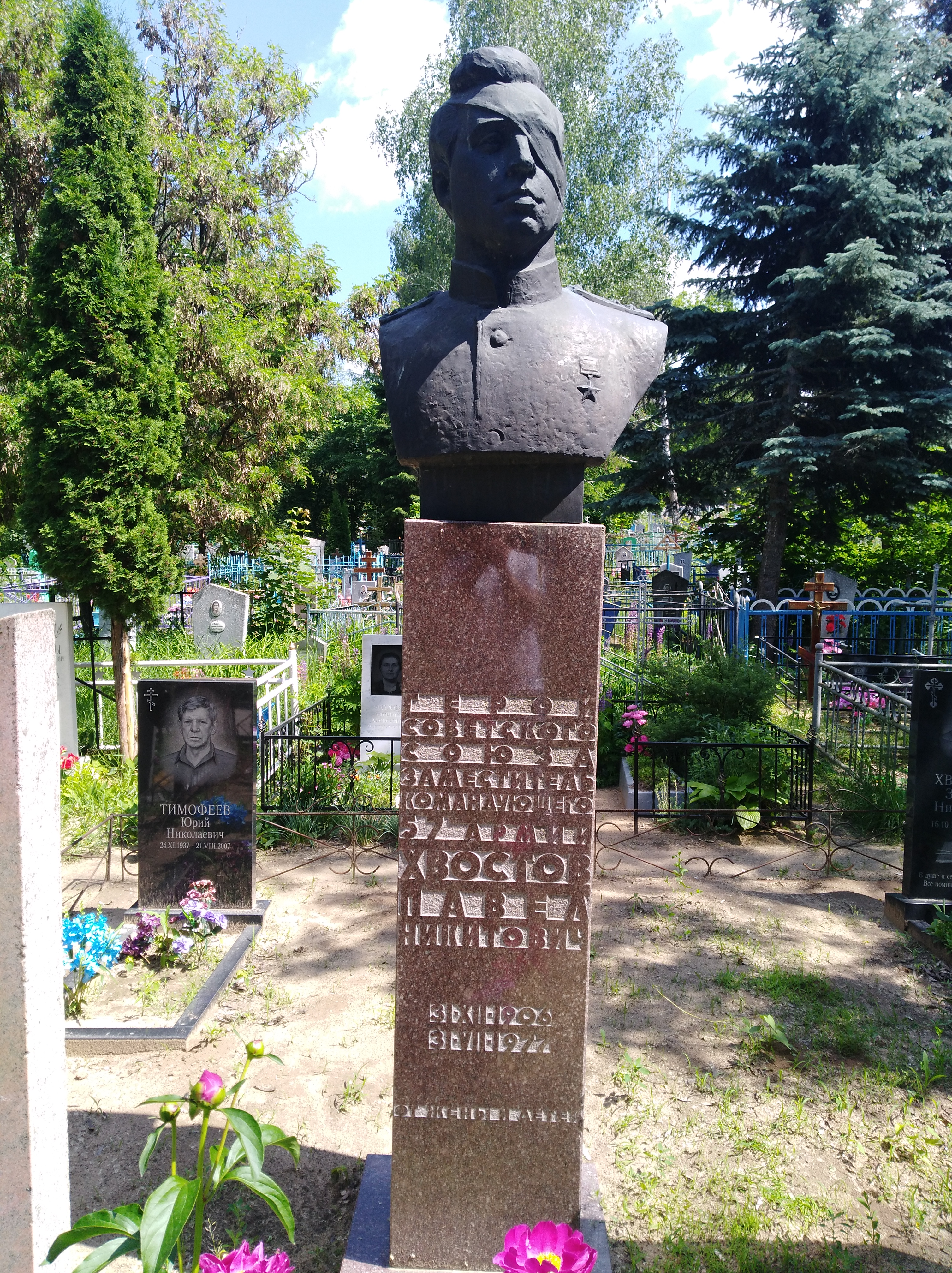
Бюст на мраморном постаменте на могиле Хвостова Павла Никитовича, кладбище города Задонска.
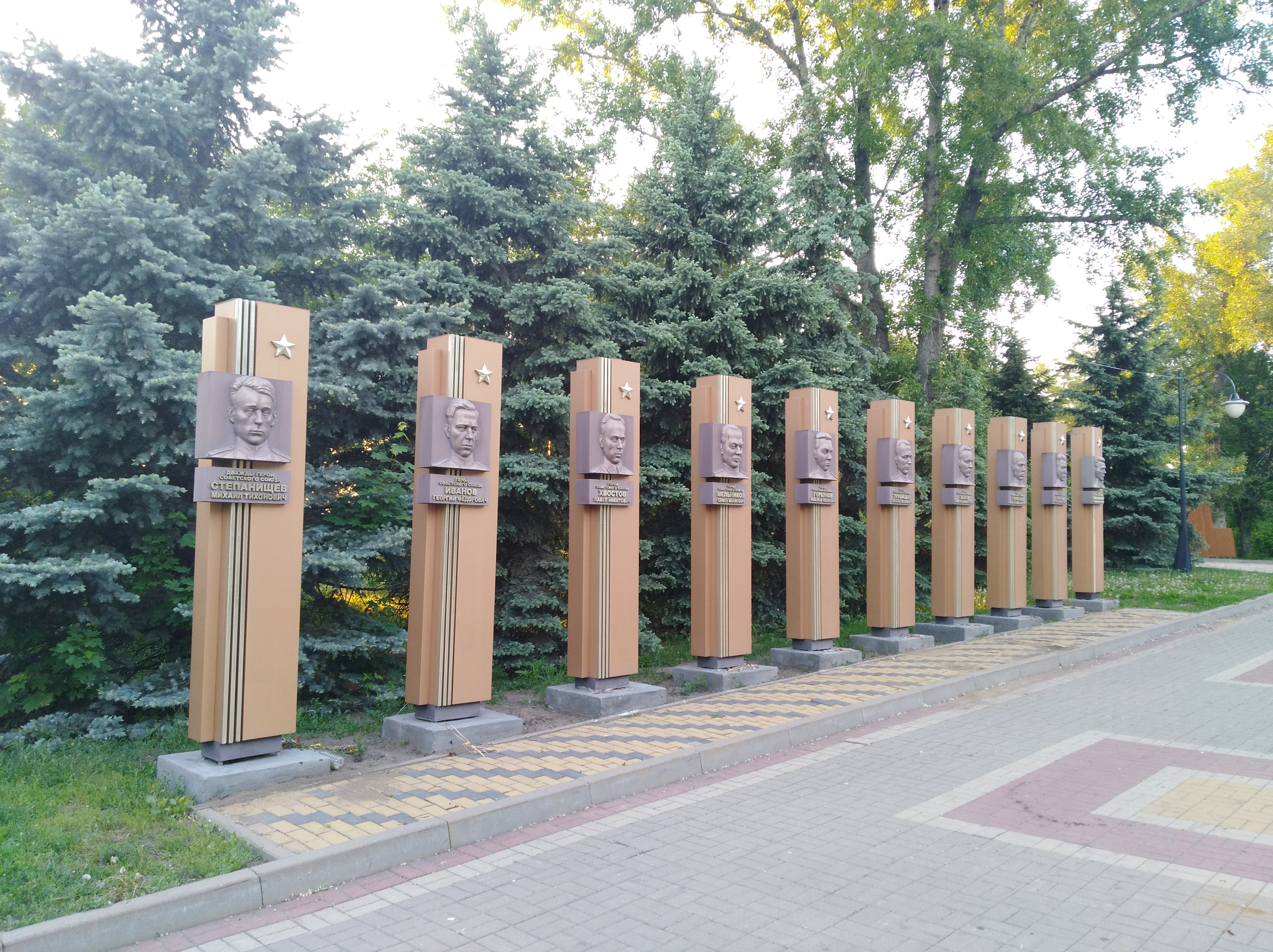
Барельефы на стелах в Парке Победы города Задонска, в том числе барельеф Хвостова Павла Никитовича.
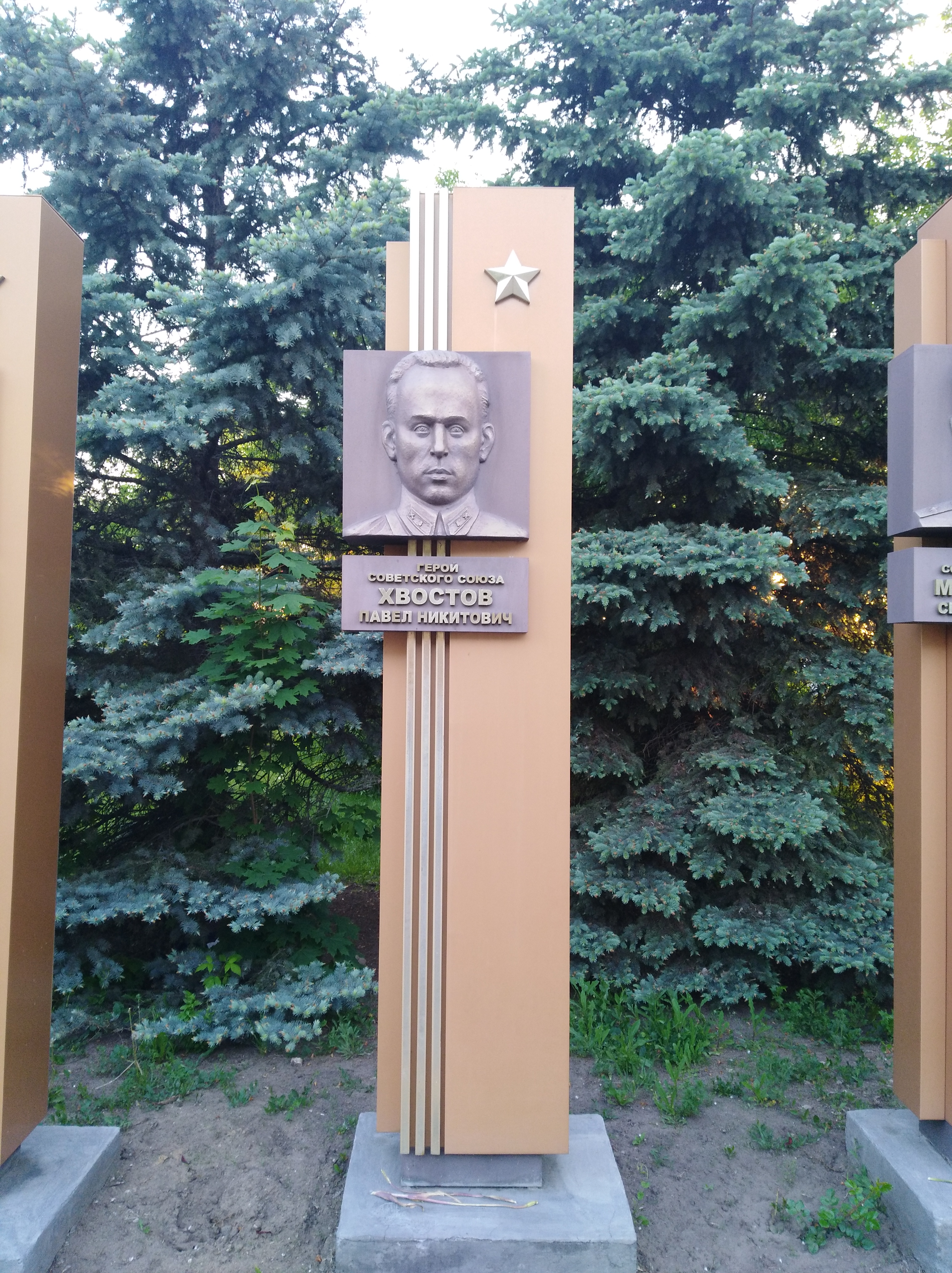
Барельефы на стелах в Парке Победы города Задонска, в том числе барельеф Хвостова Павла Никитовича.